# Torsten Wadman
Torsten Gerry Wadman (Fryksände, 30 de junio de 1947) es un deportista sueco que compitió en biatlón. Ganó una medalla de bronce en el Campeonato Mundial de Biatlón de 1974, en la prueba de velocidad.
Participó en dos Juegos Olímpicos de Invierno, en la prueba por relevos, ocupando el quinto lugar en 1972 y el octavo lugar en 1976.

## Palmarés internacional
| Campeonato Mundial | Campeonato Mundial | Campeonato Mundial | Campeonato Mundial |
| Año                | Lugar              | Medalla            | Prueba             |
| ------------------ | ------------------ | ------------------ | ------------------ |
| 1974               | Minsk (URSS)       | Medalla de bronce  | Velocidad          |